# Розтяг

Напруження при розтягу

Ро́зтяг (стиск) або ро́зтяг-стиск — вид деформування твердого тіла, при якому його розміри вздовж однієї осі збільшуються (зменшуються) під дією сил, рівнодійна яких є перпендикулярною до поперечного перерізу тіла і проходить через центр його ваги .
Процеси, які відбуваються при розтягу або стиску здебільшого є ідентичними, як і механічні характеристики дуже великої кількості конструкційних матеріалів. Тому ці протилежні за напрямом види деформування — розтяг і стиск — описують одними й тими ж математичними залежностями й об'єднують їх в один вид: розтяг–стиск. При цьому домовилися: все, що стосується розтягу (сили, напруження, деформації тощо) вважати зі знаком «+», а те, що стосується стиску — зі знаком «–».
При розгляді розтягу–стиску користуються основними гіпотезами опору матеріалів, такими як принцип Сен-Венана. Крім того, вводять ще гіпотези, характерні саме для певних видів простої деформації. Наприклад, приймають гіпотезу плоских перерізів — поперечні перерізи стержня, плоскі до деформації, залишаються плоскими і після неї, переміщуючись поступально вздовж осі стержня.

## Напруження при розтягу-стиску
У поперечному перерізі навантаженого зусиллями розтягнення стержня виникають лише нормальні складові внутрішніх сил — N. Тому в довільному поперечному перерізі можуть виникати лише нормальні напруження. Причому ці напруження в кожній точці перерізу будуть однаковими, оскільки маленькі частки (диференціал) сили dN будуть однаковими на елементарних площинках dA, тобто:
{\displaystyle \sigma ={\frac {dN}{dA}}={\frac {N}{A}},}
і тоді критерій міцності при розтягу–стиску можна записати так:
{\displaystyle \sigma _{max}={\frac {N_{max}}{A}}\leq [\sigma ]} або {\displaystyle \sigma _{max}={\frac {N}{A_{min}}}\leq [\sigma ],}
де {\displaystyle [\sigma ]} − це допустимий рівень напружень, який є однією з основних механічних характеристик конструкційного матеріалу.

## Деформації при розтягу-стиску
Деформація розтягу кількісно характеризується абсолютним (Δl) та відносним видовженням (ε), що дорівнює відношенню абсолютного видовження до початкової довжини {\displaystyle \left(\varepsilon ={\frac {\Delta l}{l_{0}}}\right)}.
Необхідно пам'ятати, що при прикладенні до тіла сили в одному напрямку, змінюється не лише довжина, а й поперечні розміри тіла. Зазвичай при розтягу тіло тоншає а при стиску — навпаки. Цю властивість матеріалу при розтягу (стиску) характеризує коефіцієнт Пуассона.
При деформації розтягу відмінними від нуля є лише діагональні компоненти тензора деформації.

## Пружний розтяг-стиск
Експериментально встановлена залежність абсолютного видовження (Δl) від прикладеного зусилля (F) в умовах пружності:
{\displaystyle \Delta l={\frac {F\cdot l}{E\cdot A}},}
де E — модуль Юнга, МПа.
Ця ж залежність може бути виражена через відносну деформацію (ε) й напруження (σ):
{\displaystyle \varepsilon ={\frac {\Delta l}{l}}={\frac {F}{E\cdot A}}={\frac {\sigma }{E}}.}
Величину {\displaystyle E\cdot A} називають жорсткістю стержня при розтягу-стиску, а величину {\displaystyle {\frac {E\cdot A}{l}}} — відносною жорсткістю.
У межах пластичної деформації залежність між нормальними напруженнями і відносними деформаціями складніша, вона описується різними емпіричними (нелінійними) законами. Якщо стискальна сила досягає критичної величини, зважають на можливість втрати стрижнем стійкості (поздовжній згин). Розтяг-стиск може спричинюватися як силами, прикладеними до кінців стрижня, так і силами, розподіленими у його об'ємі (власною вагою стрижня, силами інерції). Результати випробувань стрижнів на розтяг-стиск використовують при визначенні основних механічних характеристик матеріалів, розробці теорій міцності їх.